# Buddleja mendozensis
Buddleja mendozensis là một loài thực vật có hoa trong họ Huyền sâm. Loài này được Gillet ex Benth. mô tả khoa học đầu tiên năm 1846.